# Christopher Bell
Christopher Bell (* 16. Dezember 1994 in Norman, Oklahoma) ist ein US-amerikanischer Automobilrennfahrer, der seit der Saison 2020 in der NASCAR Cup Series aktiv ist. Er fährt den Toyota Camry mit der Startnummer 20 für Joe Gibbs Racing. 2017 gewann er die NASCAR Camping World Truck Series.

## Karriere
Bell nahm seit Anfang der 2000er-Jahre an Automobilrennen teil. Den ersten großen Erfolg feierte er mit dem Gewinn der USAC National Midget Series 2013. Seine NASCAR-Karriere begann mit zwei Rennen in der NASCAR K&N Pro Series West auf dem Irwindale Speedway und dem Iowa Speedway. Im selben Jahr gab er sein Debüt in der Camping World Truck Series beim American Ethanol 200, das er auf Platz fünf beendete. Das erste Rennen in der neuen Liga gewann er wenig später mit dem Mudsummer Classic auf dem Eldora Speedway. Sein Team Kyle Busch Motorsports (KBM) gab noch im Herbst 2015 bekannt, dass Bell von 2016 an in Vollzeit in der Camping World Truck Series antreten werde. Nach einem schwierigen Saisonstart mit zwei schweren Unfällen beendete er diese Saison als Dritter.

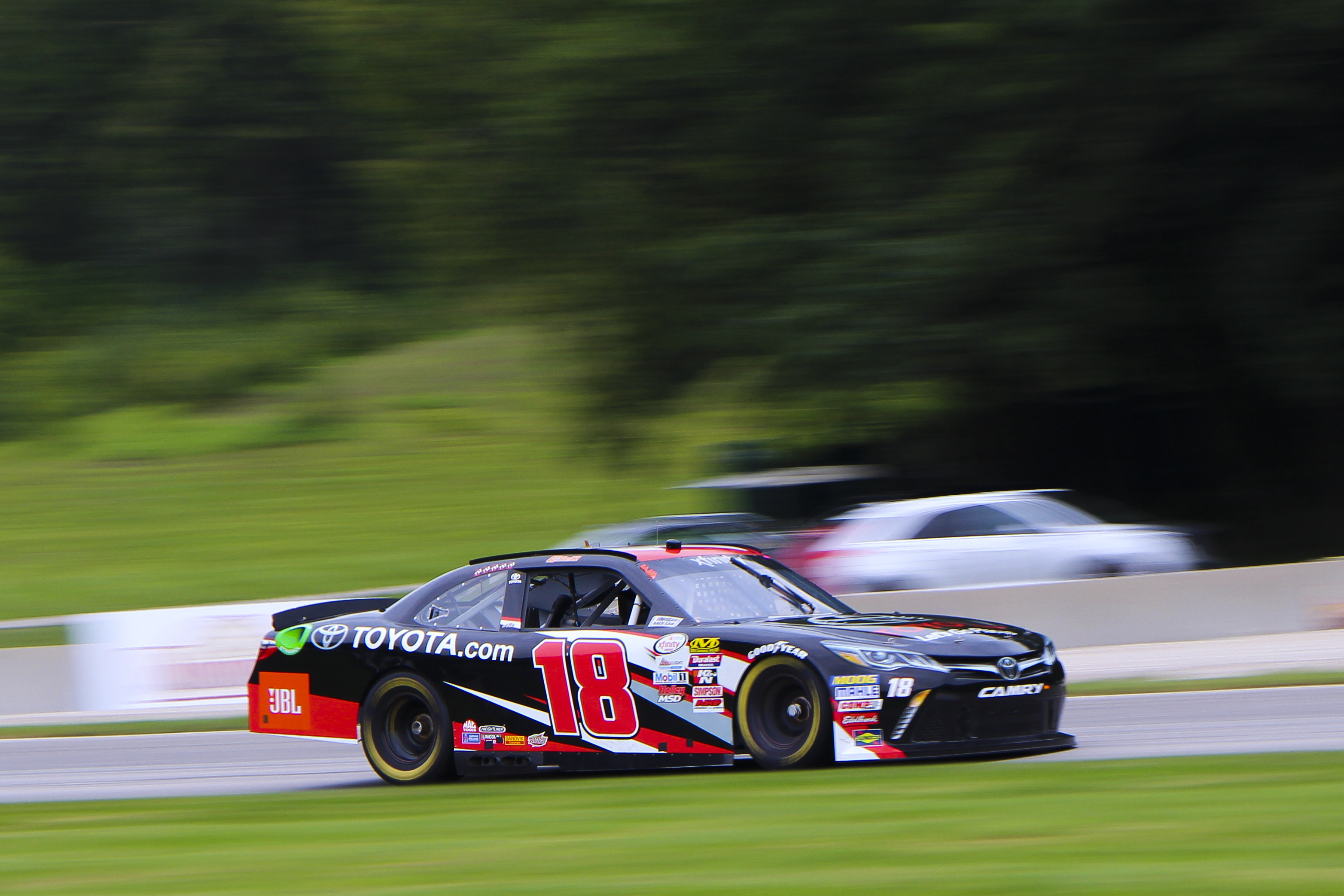
Christopher Bell mit der #18 in der Xfinity Series 2017

Im Mai 2017 fuhr Bell erstmals ein Rennen in der Xfinity Series, das er auf dem vierten Platz beendete. Er trat für sieben Rennen dem Team Joe Gibbs Racing (JGR) bei, wo er die Startnummer 18 erhielt. Bei seinem fünften Start gelang Bell erstmals ein Sieg in einem Rennen der zweithöchsten NASCAR-Liga. Außerdem stand er am Ende der Saison als Gewinner der Camping World Truck Series 2017 fest, in der er 5 Siege und 21 Top-10-Platzierungen erreichte.
2018 wurde Bell ein Vollzeit-Xfinity-Series-Fahrer für Joe Gibbs Racing. Er erhielt die Startnummer 20 und gewann im Juli als erster Pilot seit Dale Earnhardt junior 1999 drei Series-Rennen hintereinander (in Kentucky, New Hampshire und Iowa). Mit sechs gewonnenen Rennen wurde er in diesem Jahr außerdem der Rookie mit den meisten Siegen innerhalb einer Xfinity-Series-Saison. Er erreichte problemlos die Play-offs und beendete seine Debütsaison auf dem 4. Platz. Die folgende Saison 2019 begann Bell mit einem Platz sechs in Daytona und einem Sieg in Atlanta. Er unterschrieb im Juni eine Vertragsverlängerung mit Joe Gibbs Racing für 2020. Die Saison beendete er nach Siegen in den Rennen in New Hampshire, Richmond, auf der Road America und dem Texas Motor Speedway als Dritter.
2020 nahm Bell erstmals an der NASCAR Cup Series teil. Er trat für Leavine Family Racing (LFR) im Toyota mit der Startnummer 95 an. Es war die letzte Saison von LFR und Bell erreichte nach sieben Top-10-Platzierungen den 20. Platz in der Gesamtwertung nach Punkten. Für die Saison 2021 trat er wieder Joe Gibbs Racing bei und erhielt für die höchste Liga der NASCAR den Toyota mit der Startnummer 20, nachdem dessen bisheriger Pilot Erik Jones angekündigt hatte, die Zusammenarbeit mit dem Team in der kommenden Saison zu beenden. Mit einem Sieg beim O’Reilly Auto Parts 253 auf dem Daytona International Speedway bei seinem zweiten Start für JGR wurde er zum ersten Fahrer aus Oklahoma, der ein Cup-Series-Rennen gewinnen konnte. Er qualifizierte sich so für den Chase, das Play-off-System der NASCAR, und beendete die Saison nach Punkten auf dem zwölften Platz. Auch 2022 gelang ihm durch einen Sieg auf dem New Hampshire Motor Speedway im Ambetter 301 der Einzug in die Play-offs, in deren Verlauf sich Bell zweimal in einer „Must-Win-Situation“ befand, um sich jeweils für die Runde der letzten acht bzw. vier Fahrer zu qualifizieren. Er beendete die Saison mit 5027 Punkten hinter Joey Logano und Ross Chastain auf Platz drei.
In die Saison 2023 startete Bell mit einem 3. Platz bei der 65. Ausgabe des Daytona 500. Nach einem Sieg beim Food City Dirt Race auf dem Bristol Motor Speedway und sechs Top-Ten-Platzierungen innerhalb der ersten acht Rennen führte er den April über die Tabelle der Fahrermeisterschaft an und qualifizierte sich für die Playoffs. Beim 8. Playoff-Rennen auf dem Homestead-Miami Speedway holte er seinen zweiten Saisonsieg. Dadurch durfte er beim finalen NASCAR Cup Series Championship Race als einer der vier verbleibenden Titelkandidaten ins Rennen gehen. Er musste das Rennen wegen einer explodierten Bremsscheibe allerdings verfrüht abbrechen und wurde in der Meisterschaftswertung Vierter.

## Persönliches
Bell heiratete im Februar 2020 seine langjährige Freundin Morgan Kemenah.